# Lyubomir Lyubenov
Lyubomir Lyubenov (em búlgaro:  Любомир Янков Любенов, Plovdiv, 26 de março de 1957) é um ex-canoísta búlgaro especialista em provas de velocidade.

## Carreira
Foi vencedor da medalha de ouro em C-1 1000 metros e da medalha de prata em C-1 500 metros em Moscovo 1980.